# Elena Torre
Elena Torre (Viareggio, 30 ottobre 1973) è una scrittrice e giornalista italiana.

## Biografia
Laureata in Lettere moderne presso l'Università degli Studi di Pisa, dopo una formazione giornalistica presso alcune emittenti radiofoniche locali, si dedica alla carta stampata. Collabora con la pagina di Società & Cultura del quotidiano Il Tirreno, e con Mangialibri dove si occupa di recensioni librarie e interviste. Nel 2005 il suo racconto Prima dell'alba viene selezionato nel Concorso Racconti nella Rete e viene pubblicato in un'antologia edita da Newton & Compton. Nel 2006 esce il suo primo romanzo 10° Personale di Julie Valmont per Mauro Baroni Editore. Nel luglio 2006 pubblica per le edizioni ETS il libro per bambini Gli indovinelli della Principessa Turandot. Nel dicembre 2006 riceve due riconoscimenti: la medaglia di bronzo al Premio Firenze-Europa per il racconto Le cose che contano e il Premio Simioli come personaggio dell'anno.
Nel marzo 2007 un suo racconto entra a far parte dell'antologia Eva Noir. Nel luglio 2007 esce il suo secondo romanzo, Al largo di strane convinzioni, edito da Sassoscritto Editore. Segue l'uscita di una favola inserita in Corti di mare sempre per la Sassoscritto. Nel novembre 2007 pubblica due racconti che vedono nuovamente sulla scena investigativa il commissario Biagini e che sono inclusi nell'antologia Toscana da Brivido uscita per la medesima casa editrice. Nel 2008 viene pubblicato il libro Giorgio Gaber. L'ultimo sileno, un piccolo saggio sul cantautore, con la prefazione di Paolo Dal Bon, presidente della Fondazione Gaber, che ha vinto la medaglia di bronzo al XXVI Premio Firenze Europa nella categoria della saggistica.
Nel 2009 ha scritto insieme ad Anna Marani, Erode e la psicopatia dell'allenamento, un poliziesco ambientato in Versilia con protagonisti il commissario Vincenzo Biagini e il Maresciallo Puccinelli. I proventi della vendita sono stati donati alla Croce Verde di Viareggio, la cui sede è stata fortemente danneggiata nell'incidente ferroviario del 29 giugno 2009. L'anno successivo le due hanno pubblicato L'Eroe, di nuovo con protagonista Biagini. Nell'ottobre 2010 un suo racconto scritto con Anna Marani, “Il cimitero della Misericordia” viene inserito in Vicini da morire, antologia edita da Romano Editore; è anche autrice dello spettacolo teatrale Il cuore in bocca, Episodi di violenza quotidiana scritto per la cantante Lighea: Lo spettacolo viene messo in scena nel novembre 2010.
A giugno 2011 è uscito il terzo e ultimo capitolo della saga dedicata alle avventure del commissario Biagini e del maresciallo Puccinelli, dal titolo E3. A luglio ha debuttato al Festival Asti Teatro 33 lo spettacolo Gaber, io e le cose ideato dalla Torre con Maria Laura Baccarini A maggio 2012 è uscito in coedizione Romano Editore e Darwin Edizioni il libro di favole "Storie dei cinque elementi", scritto ancora una volta a quattro mani con la scrittrice Anna Marani. Il libro, illustrato dalla illustratrice Iole Eulalia Rosa, è corredato da due cd in cui personaggi noti del mondo dello spettacolo e della musica, da Fiorello ad Elisa, da Aldo, Giovanni e Giacomo a Giorgia, hanno prestato le loro voci e dato vita ai personaggi del libro, come il Capitan Fieragoccia, il Cavaliere senza armatura o il Principino Frizz. Il ricavato della vendita del libro è devoluto a due importanti organizzazioni, il WWF Italia e il CUAMM Medici con l'Africa.
Storie dei Cinque Elementi vince il premio Un bosco per Kyoto 2012, "premio internazionale assegnato ogni anno a personalità scientifiche e politiche che più delle altre si sono distinte nella difesa dell'ambiente e della qualità dell'aria nel loro paese". Alla cerimonia avvenuta in Campidoglio il 22 gennaio 2013 sono state premiate le due autrici, Elena Torre e Anna Marani, e l'illustratrice Iole Eulalia Rosa. Nel 2010, 2011 e 2012 conduce la prima serata della manifestazione "Un parco di autori", festival letterario della costa etrusca.
Nel 2013 il festival si sposta da Villa Guerrazzi al centro di Cecina e diviene CecinAutori. Ad Elena Torre viene confermata la conduzione degli incontri di prima serata.
A giugno 2014 esce Un bambino a Bloomsbury per David and Matthaus Edizioni, un racconto dedicato ai più piccoli, sull'amore per la lettura e la letteratura attraverso l'opera e la storia personale di Virginia Woolf.
Nel 2015 a maggio, esce per Cairo Editore Il segreto dei custodi della fede, "un thriller storico che segue i passi dei pellegrini lungo la Via Francigena. Tra leggende e oscuri segreti."
A maggio 2017, sempre per Cairo Editore, esce Il mistero delle antiche rotte, in cui i protagonisti de Il segreto dei custodi della fede sono loro malgrado trascinati in nuove e pericolose avventure.

## Opere
- Elena Torre, 10^ Personale di Julie Valmont, Mauro Baroni Editore, 2006.
- Elena Torre, Gli indovinelli della Principessa Turandot, ETS Editore, 2006, ISBN 88-467-1576-4.
- Elena Torre, Al largo di strane convinzioni, Sassoscritto Editore, 2007, ISBN 978-88-88789-49-1.
- Elena Torre, Giorgio Gaber L'ultimo sileno, Sassoscritto Editore, 2008, ISBN 978-88-88789-68-2.
- Elena Torre, Anna Marani, Erode e la psicopatia dell'allenamento, Romano Editore, 2009, ISBN 978-88-96376-00-3.
- Elena Torre, Anna Marani, L'Eroe, Romano Editore, 2010, ISBN 978-88-96376-20-1.
- Elena Torre, Anna Marani, E3, Romano Editore, 2011, ISBN 978-88-96376-50-8.
- Elena Torre, Anna Marani, Storie dei cinque elementi, Romano Editore & Darwin Edizioni, 2012, ISBN 978-88-96376-64-5.
- Elena Torre, Un bambino a Bloomsbury, David and Matthaus Edizioni, 2014, ISBN 9788898899227
- Elena Torre, Il segreto dei custodi della fede, Cairo Editore, 2015, ISBN 978-88-6052-5963
- Elena Torre, Il mistero delle antiche rotte, Cairo Editore, 2017, ISBN 978-88-6052-784-4